# Mirja Lehtonen
Mirja Lehtonen, född 19 oktober 1942 i Urais i Finland, död 25 augusti 2009 i Muldia, var en finländsk längdskidåkare som tävlade under 1960-talet. Hon tog ett OS-silver på 5 km och OS-brons på 3 x 5 km (1964).